# Skogskackerlackbagge
Skogskackerlackbagge (Ripidius quadriceps) är en skalbaggsart som beskrevs av Abeille de Perrin 1872. Skogskackerlackbagge ingår i släktet Rhipidius, och familjen kamhornsbaggar. Arten är reproducerande i Sverige.